# Биатек

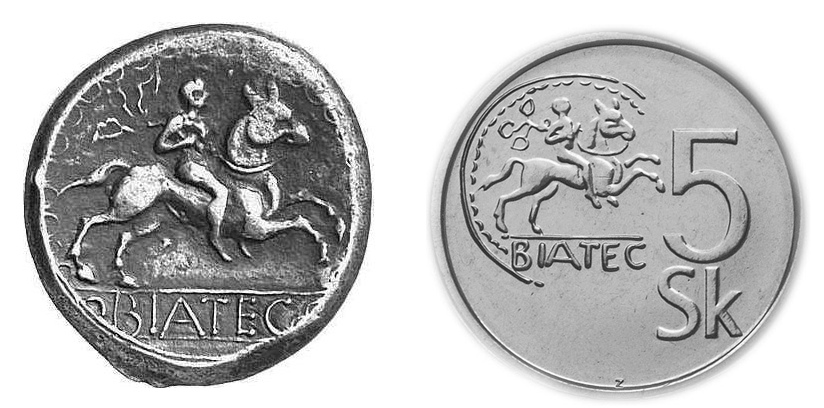
Старинная монета Биатек и её изображение на современной словацкой монете

Биатек — кельтская серебряная монета, чеканившаяся на территории Братиславы и её окрестностей в I веке до н. э. Диаметр монеты равен 25 мм, вес — 16,5-17 грамм. Своё название монета получила по имени вождя бойев Биатека.
На юго-западе Словакии часты находки больших серебряных монет (тетрадрахм) типа «Биатек», которые являются самыми поздними кельтскими монетами в этой области, чеканившимися вплоть до занятия даками Паннонии и прилегающей части Словакии. Для этих больших серебряных монет образцом послужили римские денарии. На их лицевой стороне изображались правители, на реверсе — всадник, грифон, лев, кентавр или другое животное, а иногда свернувшийся дракон.

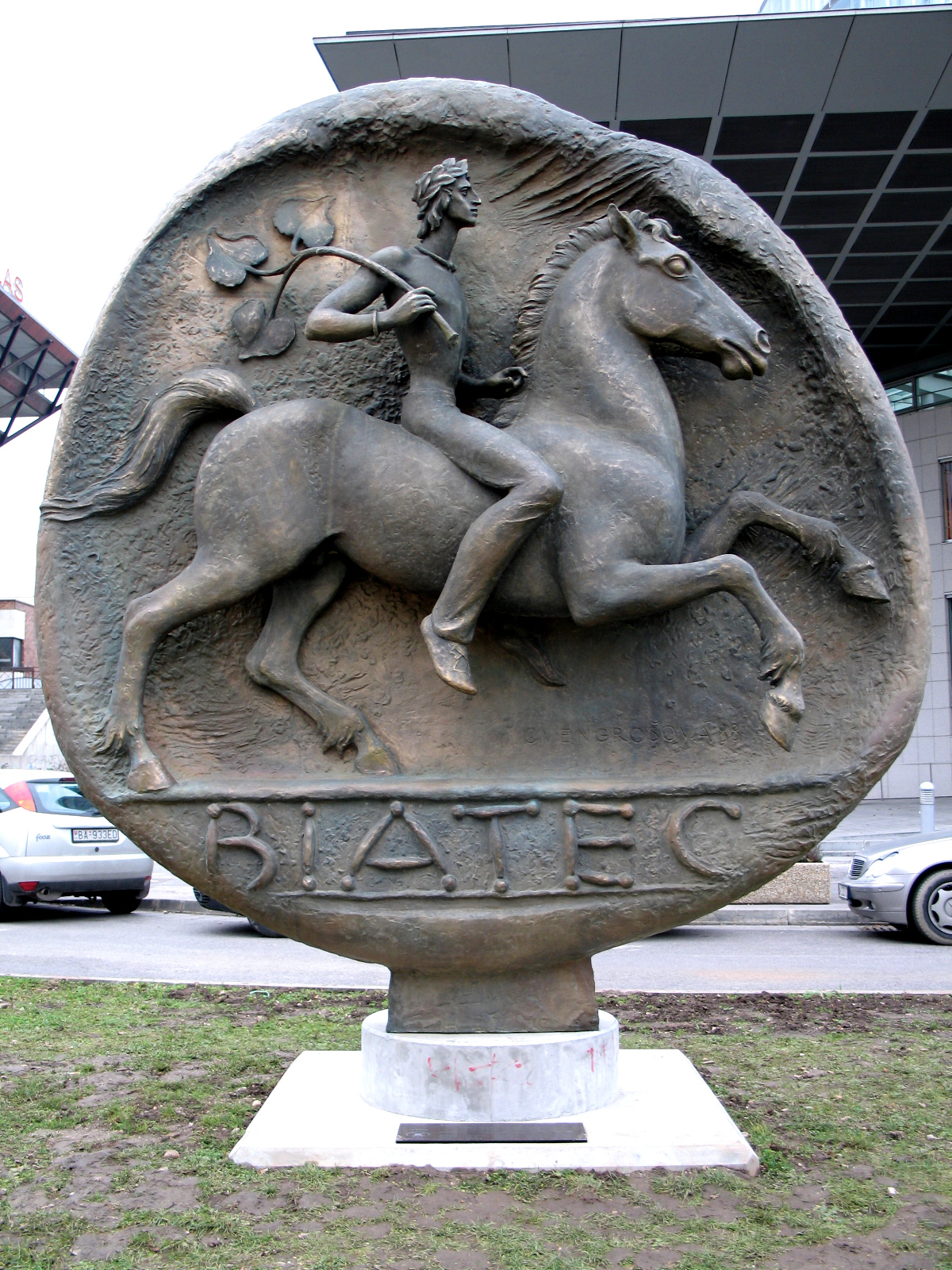
Памятник, посвящённый монете

Буквы на монетах отчеканены латинской капителью. На монетах приводятся личные имена вождей. Чаще других упоминается имя Биатек, или Биат, но и много других: Ноннос, Девил, Бузу, Титто, Ковиомарус, Фариарикс, Маккиус и другие. Кроме больших серебряных монет чеканились и более мелкие, так называемые «симмерингского типа» (название дано по месту находки — Симмеринг), иногда с легендой «Ноннос». 
Клады серебряных монет типа «Биатек» встречаются преимущественно в Словакии. Из найденных до настоящего времени в Словакии 14 кладов шесть обнаружено в Братиславе (в 1942 году был найден клад, состоящий из 270 монет), остальные были найдены в Раеце, Ступаве, Трнаве и Яровце. В последнем находился также золотой раковинообразный статер с легендой «Биатек». Находки монет типа «Биатек» встречаются и в соседней Австрии. Закапывание этих кладов в землю в юго-западной Словакии связано с периодом войны между бойями и даками около 60 году до н. э. После поражения бойев эти монеты, по всей вероятности, ещё были в течение короткого времени в обращении, но новые уже не чеканились.
В декабре 2008 года перед Национальным банком Словакии был поставлен памятник с изображением всадника, размещавшегося на монетах Биатек.